# ریگا ۱۷۹۶
سیارک ۱۷۹۶ (به انگلیسی: 1796 Riga، نامگذاری:1966KB) هزار و هفتصد و نود و ششمین سیارک کشف شده‌است که در ۱۶ مه ۱۹۶۶ کشف شد.
قدر مطلق سیارک برابر ۹٫۸۴ است.